# Paulistostreptus digitalis
Paulistostreptus digitalis är en mångfotingart som beskrevs av Christoph D. Schubart 1945. Paulistostreptus digitalis ingår i släktet Paulistostreptus och familjen Spirostreptidae. Inga underarter finns listade i Catalogue of Life.